# Tursko Wielkie
Tursko Wielkie – wieś w Polsce położona w województwie świętokrzyskim, w powiecie staszowskim, w gminie Osiek.
| SIMC    | Nazwa                     | Rodzaj                 |
| ------- | ------------------------- | ---------------------- |
| 0802320 | Nowe Tursko               | część wsi              |
| 0802308 | Tursko Wielkie-Karczmisko | część wsi (do 2023 r.) |
| 0990913 | Tursko Wielkie-Kolonia    | część wsi (do 2023 r.) |
| 0802314 | Tursko Wielkie-Koziarówka | część wsi (do 2023 r.) |
| 0802337 | Tursko Wielkie-Zagumnie   | część wsi (do 2023 r.) |

Do 1954 roku istniała gmina Tursko Wielkie. W latach 1975–1998 miejscowość administracyjnie należała do województwa tarnobrzeskiego.
Jedna z większych wsi w okolicy, największa w byłej gminie Tursko Wielkie, z dużymi tradycjami, jednakże nie reaktywowano jej w 1989 roku; jako gminy wiejskiej, z podobnym statusem do Rytwian, Łoniowa czy Łubnic w okresie rodzącej się wówczas III Rzeczypospolitej. Na jej terenie funkcjonowała szkoła podstawowa oraz znane przedwojenne gimnazjum, a po II wojnie światowej przez krótki okres była siedzibą rady gromadzkiej (tylko do 1954 roku). W wyniku likwidacji placówki Poczty Polskiej w Strużkach przejęła jej obowiązki jako niewielki punkt pocztowy (w latach 60., 70., 80. do początku 90. istniała tu samodzielna placówka pocztowa, później zlikwidowana). Posiada Wiejski Ośrodek Zdrowia pod bezpośrednim nadzorem Miejsko-Gminnego Samodzielnego Ośrodka Zdrowa w Osieku, filię Miejsko-Gminnej Biblioteki Publicznej z Osieka oraz OSP Tursko Wielkie. Obecnie bezpośrednio przez wieś przebiegają dwie drogi powiatowe: nr 42345 (0816T – Strużki – Tursko Wielkie – Szwagrów – Podwale) i nr 42346 (0817T – Tursko Wielkie – Tursko Małe) oraz cztery drogi gminne: nr 4233005 (002654T – wał wiślany – Szwagrów – Tursko Wielkie); nr 4233006 (002655T – Tursko Wielkie – Tursko Małe); nr 4233007 (002656T – Tursko Wielkie-Kolonia – Tursko Małe); nr 4233008 (002657T – Tursko Wielkie – Strużki); w tym też dwie inne drogi gminne źle zewidencjonowane do Trzcianki-Kolonia i do przysiółka Zagumnie. Nadto fragment zabytkowego prastarego „szlaku grodowego (Osiek-Połaniec)”, na odcinku Tursko Wielkie – Ossala-Kolonia – Niekrasów (nie mylić ze „szlakiem królewskim Sandomierz–Kraków”, na odcinku Niekrasów Poduchowny, w tym sioło Za Górą – Ossala Dworska – Strużki; łatwo odróżnić, gdyż szlak królewski został obsadzony jesionami stąd zwany często „szlakiem jesionowym”, których pozostałości nadal rosną na tym szlaku). Druga odnoga tego szlaku prowadziła początkowo przez Ossalę Dworską – Trzciankę Górną (sioło Bargielka) – Tursko Wielkie; jednak później skorygowano go o Ossalę.

## Historia
Wieś Tursko była widownią jednej z ważniejszych walk z Tatarami, a mianowicie w 1241 roku, po zajęciu i zniszczeniu Sandomierza dnia 13 lutego, zwrócili się Tatarzy ku południowi, z zamiarem zajęcia grodu w Połańcu. W tym celu rozłożyli się obozem pod Turskiem. Hufiec małopolski, pod wodzą Włodzimierza wojewody krakowskiego, napadł niespodzianie na obóz tatarski i sprawił wielki zamęt. Korzystając z tego liczni jeńcy porozbiegali się, szukając schronienia w przyległych lasach puszczy strzegomskiej. Tatarzy widząc szczupłe siły atakujących, nabrali otuchy i utrzymali się na swoich stanowiskach, dzięki niekarności rycerstwa polskiego, którego część zajęła się zabieraniem łupów z taboru tatarskiego. Mężną śmiercią zginął między innemi Michał Przedwojowicz. Opowiadanie Długosza o bitwie pod Turskiem opiera się w części na relacyi katalogu biskupów krakowskich, w części na nieznanych źródłach. Tu mamy dylemat historyczny, kiedy dokładnie dokonał się podział na Tursko większe i mniejsze. Bowiem król Kazimierz pozwala Bokszy (Boxae) z Janowic i bratu Janowi przenieść wieś Tursko Małe na prawo niemieckie. „Bogssa” ten był świadkiem sprzedaży części wsi Zdanowa w roku 1362. Tenże Boksza podpisał się na akcie z roku 1371 i z roku 1381. Ponadto w Spisie Beneficjów... w tomie II Tursko mniejsze wchodzi w skład ówczesnej parafii Połaniec jako samodzielna wioska. Obie wsie są starożytnemi osadami, położonemi przy starym trakcie handlowym i brodzie przez Wisłę, pomiędzy dwoma grodziskami pogranicznemi (w Osieku i Połańcu).

Ecclesiae Collegiatarum. Sandomiriensis. (...) Vicepraepositura.
Tursko Wielkie, villa sub parochial de Niekrasów. (...) alias Thursko maior (Tursko Wielkie) villa...
THURSKO MAIOR, villa sub parochia ecclesiae de N y e k r a s c h o w sita, cuius haeredes W y r z b y a n t h a et M a r c u s de armis G r i f f o n u m, in qua sunt decem et octo lanei cmethonales, item una taberna habens agros, de quibus omnibus datur manipularis decima et per quatuor ierugas canapalis vicepraeposito, et ducunt eam cmethones in horreum a vicepraeposito locandum et valor eius aestimatur ad duodeci marcas. Item hortulaniae sunt ibi sed non habent agros, molendinum non est ibi; item est ibi praedium unicum militare, de quo decima manipularis datur ecclesiae in N y e k r a s z o w; etsi milites arant per se aliquos agros cmethonales, solvunt tamen decimam manipularem pro vicepraepositura Sandomiriensi.

Joannis Długosz, Liber beneficiorum dioecesis Cracoviensis, tomus I.

W połowie XV wieku Tursko Wielkie położone było w ówczesnej parafii Niekrasów, jako własność Wirzbiety i Marka herbu Gryf, miało 18 łanów kmiecych, karczmę z rolą, z których płacono dziesięcinę, wartości 12 grzywien, wiceprepozyturze sandomierskiej. Z kolei folwark rycerski płacił plebanowi w Niekrasowie. Zostało zapisane 2-krotnie w tomie I i II Liber Beneficiorum... (1470–1480) Joannisa Długosza.
Według regestru poborowego z 1508 roku Tursko (nie wiadomo czy większe, czy mniejsze) wraz z wsiami: Ossala, Niekrasów i Trzcianka należy do Pawła Kołaczkowskiego, który płacił 22 gr. poboru.

4. Palatinatus Sandomiriensis. a. Districtus Sandomiriensis 1508 a.
Thursko, Thrczanka, Nyekrassow, Ossola, n. Paulus Kolaczowsky gr 22.

Adolf Pawiński, Małopolska, t. IV.

W 1578 roku we wsi Tursko maior (Tursko większe), w parafii Niekraszów, Jan Turski miał 20 osadników na 5¾ łanu, 6 zagrodników z rolą, 1 zagrodnika (bez roli), 4 chałupników, 4 komorników, 8 biednych (komorników bez bydła) i 4 rzemieślników; z kolei Krzysztof, Andrzej i Sebastyan Turscy mieli 8 osadników na 2¾ łanu, 5 zagrodników z rolą, 9 komorników i 2 rzemieślników.

II. Palatinatus Sandomiriensis. 1. Districtus Sandomiriensis an. 1578. Par. Niekraszow.
Tursko maior, ejusdem, col. 20, lan. 5¾, hort. c. argo 6, hort. 1, chał. 4, inq. 4, paup. 8, art. 4.
Christoferi, Andreae et Sebastisni Turskich, col. 8, lan. 2¾, hort. c. argo 5, inq. paup. 9, art. 2,.

Adolf Pawiński, Małopolska, t. III.

Dziedzice wsi Tarłowie założyli tu w końcu XVI wieku zbór kalwiński Jednoty małopolskiej, który istniał jeszcze w 1704 roku. Zbór był drewniany, mały. Był on kontynuatorem tradycji zboru w pobliskim Niekrasowie (a później w Ossali), który w wyniku działań kontrreformatorskich został zniszczony i przemianowany na kościół łaciński. Zachował się oryginalny opis tego zboru z 1853 roku w książce pt. Dzieje kościołów wyznania helweckiego w dawnéj Małéj Polsce przez Józefa Łukaszewicza spisane.

Rozdział VI. Kościoły wyznania helweckiego w Małéj Polsce porządkiem alfabetycznym.
(...) CCI. Tursk wielki.
Wieś w dawném województwie sandomirskiém, w 16. wieku własność Tarłow, którzy przyjąwszy wyznanie kalwińskie, zapewne tu zbór swoim współwiercom założyli. W 17. wieku Tursk przeszedł w ręce kalwińskiéj familii Żeleńskich, którzy zbór turskski wciąż utrzymywali i należy on do małéj nader liczby zborów małopolskich, co do upadku Polski przetrwały. O nim taką sprawę w r. 1704. sławnemu D. Jabłońskiemu seniorowi Braci czeskich w W. Polsce zdano z Małéjpolski. „Zbór w Tursku mały, drewniany, patronem jest jego Pan Stefan Żeleński, stolnik, wdowiec, ma dzieci dorosłe. Rodzony jego IPan Żeleński, żonaty. Także przybyło audytorów ze zboru malickiego (ale od óśmiu mil), którego patron IMPan Mikołaj Kotkowski niedawno umarł. Syn został opulentus, którego stryj w naukę dał do Jezuitów sandomirskich; wielka została substancya nań. Inni Ichmościowie różni, zwłaszcza Bidzyńscy. Z Opatowa téż po demolicyi zboru malickiego bywali, ale wszystkich teraz w tém zamięszaniu wygnano z Opatowa”.

Józef Łukaszewicz, Dzieje kościołów wyznania helweckiego w dawnéj Małéj Polsce.

Tursko Wielkie z 1852 roku według Jędrzeja Moraczewskiego, ze wzmianką o bitwie z Tatarami w roku 1241.

TURSKO WIELKIE. Wieś w województwie i powiecie sandomierskim, między Osiekiem a Połańcem. Roku 1241. Włodzimirz wojewoda krakowski napadł Tatarów, którzy wielu niewolników prowadząc ze sobą, stanęli tu na spoczynek, i wielu ich wyciął, ale Tatarzy rzuciwszy się na Polaków, rozegnali ich. Tymczasem wielu jeńców pouciekało do lasu, a Tatarzy umkli do puszczy Strzemieckiej niedaleko Sieciechowa.

Andrzej Moraczewski, Starożytności polskie: Ku wygodzie czytelnika porządkiem abecadłowym zebrane, t. II.

Wieś wymieniana w Słowniku geograficznym Królestwa Polskiego i innych krajów słowiańskich w dwóch tomach, pod koniec XIX wieku i na początku XX wieku. Według informacji z 1892 roku – Tursko Wielkie, to wieś, folwark i dobra Tursko Wielkie na wyniosłej krawędzi panującej ponad doliną Wisły płynącej w odległości 3 wiorst od wsi. Brzegi Wisły są obwałowane dla ochrony niziny nadbrzeżnej od wylewów, a całość położona jest w ówczesnym powiecie sandomierskim, w niegdysiejszej gminie Tursko, uprzedniej parafii Niekrasów. Leży w odległości 35 wiorst od Sandomierza, około 7 wiorst na południowy zachód od Osieka i 7 wiorst na północny wschód od Połańca. W 1873 roku na obszarze dóbr istniały: cukrownia (zamknięta), gorzelnia parowa, browar, olejarnia, cegielnia, młyn wodny, magazyn soli. Wówczas to Tursko Wielkie miało szkołę początkową, 57 domów, 544 mieszkańców. W 1827 roku było tu 48 domów i 893 mieszkańców.
Dobra Tursko Wielkie składały się w roku 1873 z następujących folwarków: Tursko Wielkie, Tursko Małe i Kopaniny, Szwagrów, Matyaszów, Rudniki i Wola Turska oraz nomenklatury Cukrownia. Rozległość dominialna to 5510 mórg, w tym: folwark Tursko Wielkie z 487 morgami gruntów ornych i ogrodów, 13 mórg łąk, 402 mórg lasu, 41 mórg nieużytków; z 7 budynkami murowanymi, 14 z drewna; stosuje się tu płodozmian 6–polowy; folwark Tursko Małe i Kopaniny z 341 morgami gruntów ornych i ogrodów, 613 mórg łąk, 145 mórg pastwisk, 463 mórg lasu, 92 morgi nieużytków; z 11 budynkami murowanymi, 10 z drewna; stosuje się tu płodozmian 6– i 9–polowy; folwark Szwagrów i Matyaszów z 713 morgami gruntów ornych i ogrodów, 154 mórg łąk, 226 mórg pastwisk, 491 mórg lasu, 186 mórg nieużytków; z 10 budynkami murowanymi, 14 z drewna; stosuje się tu płodozmian 6– i 13–polowy; folwark Rudniki z 259 morgami gruntów ornych i ogrodów, 77 mórg łąk, 172 mórg pastwisk, 350 mórg lasu, 19 morgami nieużytków; z 4 budynkami murowanymi, 10 z drewna; stosuje się tu płodozmian 9–polowy; osada Cukrownia z 42 morgami gruntów ornych i ogrodów, 7 mórg łąk, 6 mórg pastwisk, 32 morgi wody; 14 budynków murowanych, 9 z drewna; lasy są urządzone. W skład tych dóbr wchodziły następujące wsi: Tursko Wielkie z 42 osadami mieszkalnymi, z gruntem 342 mórg; Tursko Małe z 60 osadami mieszkalnymi, z gruntem 547; Strużki z 12 osadami mieszkalnymi, z gruntem 96 mórg; Rudniki z 32 osadami mieszkalnymi, z gruntem 568 mórg; Zawada z 12 osadami mieszkalnymi, z gruntem 202 mórg; Okrągła z 20 osadami mieszkalnymi, z gruntem 380 mórg; Pióry z 6 osadami mieszkalnymi, z gruntem 116 mórg; Wymysłów z 13 osadami mieszkalnymi, z gruntem 112 mórg; Niekurza z 62 osadami mieszkalnymi, z gruntem 421 mórg; Matyaszów z 26 osadami mieszkalnymi, z gruntem 321 mórg; Łużyca z 9 osadami mieszkalnymi, z gruntem 258 mórg i Antonówka z 3 osadami mieszkalnymi, z gruntem 49 mórg
W 1886 roku Tursko Wielkie było jedną z części składowych ówczesnej parafii Niekrasów, która z kolei wchodziła w skład ówczesnego dekanatu sandomierskiego (ale dawniej jeszcze do dekanatu staszowskiego) i liczyła wówczas 2230 dusz.
W 1867 roku gmina Tursko należała do IV Sądu Okręgowego w Staszowie (tam też była jej stacja pocztowa). Urząd gminy (tj. główna siedziba, znajdowała się wówczas w największej wsi gminy) w Strużkach. Gmina miała 8781 mórg rozległości ogółem (w tym 5083 mórg włościańskich) i 4613 mieszkańców (w tym 1,4 proc. pochodzenia żydowskiego, tj. 63 żydów). W skład gminy wchodziły: Antoszówka, Dąbrowa, Luszyca, Matyaszów, Nakol, Niekrasów, Niekurza, Okrągła, Ossala, Pióry, Rudniki, Szwagrów, Strużki, Sworoń, Trzcianka, Tursko Małe, Tursko Wielkie, Tursko Wola, Zaduska Kępa i Zawada.

Tursko Wielkie gm. Tursko Wlk. – dm. 45, mk. 256.
Posiada 3-kl. Publ. Szkołę Powsz., mleczarnię spółdzielczą. Starożytna osada.
W r. 1241 Tatarzy po zniszczeniu Sandomierza udali się na południe. Pod wsią Turskiem w dniu 13 lutego zastąpiły im znienacka drogę zastępy małopolskie pod wojewodą krakowskim Włodzimierzem. Rozbici Tatarzy początkowo rozbiegli się po lasach sąsiednich puszczy strzegomskiej, lecz następnie zadali klęskę Polakom. Tu zginął między innemi walecznie Michał Przedwojowicz, a Bolesław sandomierski uszedł do Węgier a stamtąd do Moraw.
W połowie XV w. Tursko Wlk. jest własnością Elżbiety i Marka h. Gryf. W 1578 r. właściciel Jan Turski, w XVI w. kalwini mieli tutaj swój kościół.
W r. 1873 dobra Tursko Wlk. składały się: z folw. Tursko Wlk. i Male, Kopaniny, Szwagrów, Matyaszów, Rudniki i Wola Turska. W tym czasie na obszarze tych dóbr istniały: cukrownia, gorzelnia parowa, browar, olejarnia, cegielnia, młyn wodny i magazyn soli

Wacław Skarbimir Laskowski, Słownik krajoznawczy miejscowości powiatu sandomierskiego.

### Wola Turska
Wola Turska jako folwark Turska Wielkiego jest wymieniony w Słowniku geograficznym Królestwa Polskiego i innych krajów słowiańskich pod koniec XIX wieku, będąc jednocześnie częścią składową gminy Tursko, z urzędem gminy w Strużkach. Sądem okręgowym dla gminy był IV Sąd Okręgowy w Staszowie (tam też była stacja pocztowa). Gmina miała 8 781 mórg rozległości ogółem (w tym 5 083 mórg włościańskich) i 4 613 mieszkańców (w tym 1,4 proc. pochodzenia żydowskiego, tj. 63 Żydów).

## Demografia
Współczesna struktura demograficzna wioski Tursko Wielkie na podstawie danych z lat 1995–2009 według roczników GUS, z prezentacją danych z 2002 roku:

| Wyszczególnienie | Wyszczególnienie | Wyszczególnienie | Wyszczególnienie | Wyszczególnienie | J. m.       | Populacja mieszkańców (w przedziałach wiekowych w 2002 roku) | Populacja mieszkańców (w przedziałach wiekowych w 2002 roku) | Populacja mieszkańców (w przedziałach wiekowych w 2002 roku) | Populacja mieszkańców (w przedziałach wiekowych w 2002 roku) | Populacja mieszkańców (w przedziałach wiekowych w 2002 roku) | Populacja mieszkańców (w przedziałach wiekowych w 2002 roku) | Populacja mieszkańców (w przedziałach wiekowych w 2002 roku) | Populacja mieszkańców (w przedziałach wiekowych w 2002 roku) | Populacja mieszkańców (w przedziałach wiekowych w 2002 roku) | Populacja mieszkańców (w przedziałach wiekowych w 2002 roku) |
| Wyszczególnienie | Wyszczególnienie | Wyszczególnienie | Wyszczególnienie | Wyszczególnienie | J. m.       | Ogółem                                                       | 0-9                                                          | 10-19                                                        | 20-29                                                        | 30-39                                                        | 40-49                                                        | 50-59                                                        | 60-69                                                        | 70-79                                                        | 80+                                                          |
| ---------------- | ---------------- | ---------------- | ---------------- | ---------------- | ----------- | ------------------------------------------------------------ | ------------------------------------------------------------ | ------------------------------------------------------------ | ------------------------------------------------------------ | ------------------------------------------------------------ | ------------------------------------------------------------ | ------------------------------------------------------------ | ------------------------------------------------------------ | ------------------------------------------------------------ | ------------------------------------------------------------ |
| I.               | Ogółem           | Ogółem           | Ogółem           | Ogółem           | os.         | 346                                                          | 41                                                           | 52                                                           | 53                                                           | 43                                                           | 43                                                           | 42                                                           | 27                                                           | 29                                                           | 16                                                           |
| I.               | –                | odsetek          | odsetek          | odsetek          | %           | 100                                                          | 11,8                                                         | 15,1                                                         | 15,3                                                         | 12,4                                                         | 12,4                                                         | 12,1                                                         | 7,8                                                          | 8,4                                                          | 4,7                                                          |
| I.               | 1.               | Według płci      | Według płci      | Według płci      | Według płci | Według płci                                                  | Według płci                                                  | Według płci                                                  | Według płci                                                  | Według płci                                                  | Według płci                                                  | Według płci                                                  | Według płci                                                  | Według płci                                                  | Według płci                                                  |
| I.               | 1.               | A.               | Mężczyzn         | Mężczyzn         | os.         | 181                                                          | 24                                                           | 30                                                           | 30                                                           | 21                                                           | 22                                                           | 24                                                           | 13                                                           | 13                                                           | 4                                                            |
| I.               | 1.               | A.               | –                | odsetek          | %           | 52,3                                                         | 6,9                                                          | 8,7                                                          | 8,7                                                          | 6                                                            | 6,3                                                          | 6,9                                                          | 3,8                                                          | 3,8                                                          | 1,2                                                          |
| I.               | 1.               | B.               | Kobiet           | Kobiet           | os.         | 165                                                          | 17                                                           | 22                                                           | 23                                                           | 22                                                           | 21                                                           | 18                                                           | 14                                                           | 16                                                           | 12                                                           |
| I.               | 1.               | B.               | –                | odsetek          | %           | 47,7                                                         | 4,9                                                          | 6,4                                                          | 6,6                                                          | 6,4                                                          | 6,1                                                          | 5,2                                                          | 4                                                            | 4,6                                                          | 3,5                                                          |

Rysunek 1.1 Piramida populacji – struktura płci i wieku wioski
| I. | Ogółem | Ogółem  | Ogółem            | Ogółem            | Ogółem            | os.     | 346     | 181     | 165     |         |         |         |         |         |         |         |         |         |         |         |
| I. | –      | odsetek | odsetek           | odsetek           | odsetek           | %       | 100     | 52,3    | 47,7    |         |         |         |         |         |         |         |         |         |         |         |
| I. | 1.     | W wieku | W wieku           | W wieku           | W wieku           | W wieku | W wieku | W wieku | W wieku | W wieku | W wieku | W wieku | W wieku | W wieku | W wieku | W wieku | W wieku | W wieku | W wieku | W wieku |
| I. | 1.     | A.      | Przedprodukcyjnym | Przedprodukcyjnym | Przedprodukcyjnym | os.     | 86      | 51      | 35      |         |         |         |         |         |         |         |         |         |         |         |
| I. | 1.     | A.      | –                 | odsetek           | odsetek           | %       | 24,8    | 14,7    | 10,1    |         |         |         |         |         |         |         |         |         |         |         |
| I. | 1.     | B.      | Produkcyjnym      | Produkcyjnym      | Produkcyjnym      | os.     | 193     | 105     | 88      |         |         |         |         |         |         |         |         |         |         |         |
| I. | 1.     | B.      | –                 | odsetek           | odsetek           | %       | 55,9    | 30,4    | 25,5    |         |         |         |         |         |         |         |         |         |         |         |
| I. | 1.     | B.      | a.                | mobilnym          | mobilnym          | os.     | 125     | 66      | 59      |         |         |         |         |         |         |         |         |         |         |         |
| I. | 1.     | B.      | a.                | –                 | odsetek           | %       | 36,2    | 19,1    | 17,1    |         |         |         |         |         |         |         |         |         |         |         |
| I. | 1.     | B.      | b.                | niemobilnym       | niemobilnym       | os.     | 68      | 39      | 29      |         |         |         |         |         |         |         |         |         |         |         |
| I. | 1.     | B.      | b.                | –                 | odsetek           | %       | 19,7    | 11,3    | 8,4     |         |         |         |         |         |         |         |         |         |         |         |
| I. | 1.     | C.      | Poprodukcyjnym    | Poprodukcyjnym    | Poprodukcyjnym    | os.     | 67      | 25      | 42      |         |         |         |         |         |         |         |         |         |         |         |
| I. | 1.     | C.      | –                 | odsetek           | odsetek           | %       | 19,3    | 7,2     | 12,1    |         |         |         |         |         |         |         |         |         |         |         |

## Geografia
W XIX-wiecznym Tursku Wielkim umiejscowione były dwa jeziora; pierwsze zwane Skrzynka, a wtóre Pisulk – znane nam z oryginalnego opisu Ludwika Wolskiego z 1851 roku.

Jeziora w Królestwie Polskiém. (...) Jeziora Gubernii Radomskiéj. (...) Powiat Sandomierski.
(...) We wsi Tursko Wielkie do téjże gminy należącéj, jezioro zwane Skrzynka, położone na płaszczyznie rozległéj, ma brzegi twarde; obszerne jest mórg 1, głębokie stóp 15. Zwykle spływa do niego woda z pól po roztopieniu śniegów i spadnięciu deszczów. Żadna rzeka ani strumień przez jezioro to nie przechodzi. Woda w niém czysta, słodka, żadnego odoru ani części mineralnych nie ma. Szczupaki, okunie i inne ryby, tylko zaledwie na użytek właściciela wystarczają. Spławów nie ma...
...W téjże saméj wsi Tursko Wielkie jezioro Pisulk zwane, na płaszczyznie rozległéj położone, ma grunta nadbrzeżne twarde, urodzajne. Obszerność jego wynosi 2 morgi, głębokość 15 stóp. Po większéj części zarosłe trzciną. W porze wiosennéj po spadnięciu deszczów nawalnych i stopnieniu śniegów przybiera. Podziemnéj kommunikacyi nie ma. Woda w niém czysta, słodka, żadnego odoru ani części mineralnych nie ma. Znajdują się w niém ryby: szczupaki, okunie, płoć, lecz rzadko łowią się i to jedynie na własną potrzebę. Nie jest spławne.

## Dawne części wsi – obiekty fizjograficzne
W latach 70. ubiegłego wieku przyporządkowano i opracowano spis lokalnych części integralnych dla Turska Wielkiego zawarty w tabeli 1.
| Nazwa wsi – miasta        | Nazwy części wsi – miasta                                                                              | Nazwy obiektów fizjograficznych – charakter obiektu |
| ------------------------- | --- | --- |
| I. Gromada TURSKO WIELKIE | | |
| 1. Tursko Wielkie         | 1. Karczmisko 2. Kolonia Trzcianka 3. Koziarówka 4. Małe Kolonie 5. Nowe Tursko 6. Ochronka 7. Ostatki | 1. Bełko – jezioro 2. Dworskie – pole 3. Dzierżawy – pole 4. Kopie – krzaki 5. Koziarówka – pole, łąka 6. Lipie – las 7. Lipny Gościniec – droga 8. Małe Kolonie – pole 9. Nowe Tursko – pole 10. Pod Jeziorem – łąka 11. Skrzynka – jezioro 12. Za Janasem – pastwisko 13. Za Kopiem – pole 14. Za Łaszycką – pastwisko gromadzkie 15. Za Skrzynką – pole |